# Franz Tscheck
Franz Tscheck (geboren am 14. Februar 1966 in Villach) ist ein österreichischer Lichtdesigner, der seit 1999 im Theater an der Wien arbeitet.

## Leben und Werk
Tscheck besuchte von 1976 bis 1980 die Sporthauptschule in Villach und maturierte 1987 am Sportgymnasium Lerchenfeldstraße in Klagenfurt. Seit 1985 ist an verschiedenen Bühnen tätig, darunter der Carinthische Sommer, die Wiener Kammeroper und das Schönbrunner Schloßtheater. Im Festspielhaus St. Pölten war er 1997 an Andrea Mellis’ EurOper-Inszenierung von Shakespeares Wintermärchen für das Licht verantwortlich. Beim Steirischen Herbst 1999 leuchtete er Stephen Sondheims Konzeptmusical Into the Woods aus, die Produktion wurde in Deutschlandsberg gezeigt. Seit 1999 ist er im Theater an der Wien engagiert.
2008 war er der Lichtdesigner für die EurOper-Produktion von Wolfgang Mitterers Letzte Grüsse, Dein Tormann. 2011 war er an der Uraufführung Vogel Herzog Idiot des Sirene Operntheaters im Theater an der Wien beteiligt. 2014 gestaltete er das Licht für die gefeierte Produktion von Mozarts La clemenza di Tito mit dem Bach Consort in der Wiener Kammeroper, der Dependance des Theaters an der Wien.